# Bedtime Stories (Album)
Bedtime Stories ist das sechste Studioalbum von Madonna. Es erschien im Oktober 1994.

## Hintergrund
Zwei Jahre nach Madonnas Exzessen mit ihrem Buch SEX, und ihrem von Kritikern verrissenen Album Erotica, das zum Teil stark sexuellen Inhalt hatte und musikalisch hauptsächlich auf Hip-Hop-Beats basierte, wurde Bedtime Stories veröffentlicht. Namhafte Produzenten wie Dallas Austin, Nellee Hooper, Dave Jam Hall und Babyface wurden engagiert, die vorher schon Hits für Künstler wie TLC, Whitney Houston, Soul II Soul oder Toni Braxton produziert hatten. Damit ließ sich Madonna erstmals seit Like a Virgin (1984) wieder von etablierten Produzenten bei einem Studioalbum unterstützen.
Daraus resultiert der starke Soul-Einfluss, der Madonna vor allem im US-amerikanischen Radio wieder Fuß fassen ließ. Die Texte der Songs handeln von Liebe und Religion, befassen sich aber auch offen selbstkritisch mit den Kontroversen der vorherigen Jahre.
Secret, Human Nature und vor allem die Ballade Take a Bow entwickelten sich zu passablen Erfolgen, die die Misserfolge der letzten beiden Jahre vergessen ließen. Die dazu gedrehten Videos präsentierten Madonnas Hang zur schwarzen Kultur in Harlem (Secret), Selbstironie und Sarkasmus über die Reaktionen auf ihr Vorgängeralbum und das Sex-Buch in Human Nature („Did I say something wrong? Oops, I didn't know I couldn't talk about sex“). Das Video zu Take a Bow (mit dem spanischen Stierkämpfer Emilio Muñoz) zeigt Madonna als Grande Dame, eine Anspielung auf ihre spätere Rolle als Evita (1996). Zu dem Video wurde mit You’ll See ein Jahr später eine erfolgreiche Fortsetzung gedreht, die nahtlos an dessen Handlung anschließt. Take a Bow, das in Europa nur mit mäßigem Erfolg lief, avancierte in den USA zur meistverkauften Single des Jahres.
Das Album konnte nicht an Madonnas große Erfolge anschließen, doch mit sechs Millionen verkauften Einheiten galt es als ein veritabler Achtungserfolg. Außerdem gab es maßgeblich die Richtung der nächsten Alben vor, die Madonna sanfter präsentieren und endgültig als erfolgreiche Balladensängerin etablieren sollten.

## Trackliste
1. Survival (Austin, Madonna) – 3:31
2. Secret (Austin, Madonna) – 5:04
3. I’d Rather Be Your Lover (Hall, Isley Brothers, Jasper, Madonna) – 4:39
4. Don’t Stop (Austin, Madonna, Wolfe) – 4:38
5. Inside of Me (Hall, Hooper, Madonna) – 4:11
6. Human Nature (Deering, Hall, Madonna, McKenzie, McKenzie) – 4:53
7. Forbidden Love (Babyface, Madonna) – 4:09
8. Love Tried to Welcome Me (Hall, Madonna) – 5:21
9. Sanctuary (Austin, Cutler, Hancock, Madonna, Preven) – 5:03
10. Bedtime Story (Björk, DeVries, Hooper) – 4:52
11. Take a Bow (Babyface, Madonna) – 5:21

## Kommerzieller Erfolg

### Chartplatzierungen

#### Album
| ChartsChartplatzierungen       | Höchstplatzierung | Wochen |
| ------------------------------ | ----------------- | ------ |
| Deutschland (GfK)              | 4 (37 Wo.)        | 37     |
| Österreich (Ö3)                | 7 (21 Wo.)        | 21     |
| Schweiz (IFPI)                 | 7 (29 Wo.)        | 29     |
| Vereinigte Staaten (Billboard) | 3 (48 Wo.)        | 48     |
| Vereinigtes Königreich (OCC)   | 2 (30 Wo.)        | 30     |

| ChartsJahrescharts (1995) | Platzierung |
| ------------------------- | ----------- |
| Deutschland (GfK)         | 25          |
| Österreich (Ö3)           | 50          |
| Schweiz (IFPI)            | 29          |

#### Singles
| Jahr | Titel         | Höchstplatzierung, Gesamtwochen, AuszeichnungChartplatzierungen (Jahr, Titel, , Platzierungen, Wochen, Auszeichnungen, Anmerkungen) | Höchstplatzierung, Gesamtwochen, AuszeichnungChartplatzierungen (Jahr, Titel, , Platzierungen, Wochen, Auszeichnungen, Anmerkungen) | Höchstplatzierung, Gesamtwochen, AuszeichnungChartplatzierungen (Jahr, Titel, , Platzierungen, Wochen, Auszeichnungen, Anmerkungen) | Höchstplatzierung, Gesamtwochen, AuszeichnungChartplatzierungen (Jahr, Titel, , Platzierungen, Wochen, Auszeichnungen, Anmerkungen) | Höchstplatzierung, Gesamtwochen, AuszeichnungChartplatzierungen (Jahr, Titel, , Platzierungen, Wochen, Auszeichnungen, Anmerkungen) | Anmerkungen                                                                           |
| Jahr | Titel         | DE | AT | CH | UK | US | Anmerkungen                                                                           |
| ---- | ------------- | --- | --- | --- | --- | --- | ------------------------------------------------------------------------------------- |
| 1994 | Secret        | DE29 (12 Wo.)DE | AT11 (12 Wo.)AT | CH1 (19 Wo.)CH | UK5 (10 Wo.)UK | US3 (22 Wo.)US | Erstveröffentlichung: 27. September 1994 Verkäufe: + 660.000; Video: Melodie McDaniel |
| 1994 | Take a Bow    | DE18 (24 Wo.)DE | AT22 (8 Wo.)AT | CH8 (17 Wo.)CH | UK16 (9 Wo.)UK | US1 (30 Wo.)US | Erstveröffentlichung: 6. Dezember 1994 Verkäufe: + 500.000; Video: Michael Haussman   |
| 1995 | Bedtime Story | — | — | — | UK4 (13 Wo.)UK | US42 (7 Wo.)US | Erstveröffentlichung: 13. Februar 1995 Video: Mark Romanek                            |
| 1995 | Human Nature  | DE50 (9 Wo.)DE | — | CH17 (10 Wo.)CH | UK8 (6 Wo.)UK | US46 (15 Wo.)US | Erstveröffentlichung: 5. Mai 1995 Video: Jean-Baptiste Mondino                        |

### Auszeichnungen für Musikverkäufe
| Land/Region                  | Auszeichnungen für Musikverkäufe (Land/Region, Auszeichnung, Verkäufe) | Verkäufe  |
| ---------------------------- | ---------------------------------------------------------------------- | --------- |
| Argentinien (CAPIF)          | 2× Platin                                                              | 120.000   |
| Australien (ARIA)            | 2× Platin                                                              | 140.000   |
| Belgien (BRMA)               | Gold                                                                   | (25.000)  |
| Brasilien (PMB)              | Platin                                                                 | 250.000   |
| Deutschland (BVMI)           | Platin                                                                 | (500.000) |
| Europa (IFPI)                | 2× Platin                                                              | 2.000.000 |
| Frankreich (SNEP)            | 2× Gold                                                                | (200.000) |
| Italien (FIMI)               | 2× Platin                                                              | (200.000) |
| Japan (RIAJ)                 | Platin                                                                 | 200.000   |
| Kanada (MC)                  | 2× Platin                                                              | 200.000   |
| Österreich (IFPI)            | Gold                                                                   | (25.000)  |
| Schweiz (IFPI)               | Gold                                                                   | (25.000)  |
| Spanien (Promusicae)         | Platin                                                                 | (100.000) |
| Vereinigte Staaten (RIAA)    | 3× Platin                                                              | 3.000.000 |
| Vereinigtes Königreich (BPI) | Platin                                                                 | (300.000) |
| Insgesamt                    | 5× Gold · 18× Platin ·                                                 | 5.940.000 |

Hauptartikel: Madonna (Künstlerin)/Auszeichnungen für Musikverkäufe